# Hasan Jazdání
Hasan Jazdání Cheratí (persky حسن یزدانی چراتی‎‎; * 28. prosince 1994 Džújbár, Írán) je íránský zápasník-volnostylař, olympijský vítěz z roku 2016.

## Sportovní kariéra
Jeho rodina je původem z horské obce Cherat (چرات،) v Mázandaránu. Vyrůstal v Džújbáru, kde začal zápasit v 11 letech. Jeho osobním trenérem je Hemmat Moslemí (همت مسلمی). V íránské mužské reprezentaci se pohybuje od roku 2015. V roce 2016 uspěl v Íránské nominaci na olympijské hry v Riu ve váze do 74 kg nad Alírezou Gásemím. Do Ria přijel výborně připravený, při postupu do finále neztratil jediný technický bod a dva zápasy vyhrál na technickou převahu před časovým limitem. Ve finále se utkal s ruským Kabarďanem Aniuarem Gedujevem. Od úvodní sekundy na Gedujeva nestačil a do poločasu prohrával 0:6 na technické body. Soupeř však nastoupil s ovazanou tržnou ranou na obočí, což se ukázalo jako klíčový faktor v celém finále. Zápas byl díky tomuto několikrát přerušován a z malého obvazu na začátku zápasu se v průběhu zápasu stala ovázaná celá hlava. Minutu před koncem bylo skóre 4:6 v neprospěch Jazdániho. Deset sekund před koncem se podběhem dostal za Gedujeva za 2 technické body a zvítězil jako poslední bodující 6:6 na technické body. Získal zlatou olympijskou medaili.

## Výsledky
| Olympijské hry    |    | — |   |    |    | 1. |    |    |    |  |  |  |  |  |  |  |  |  |  |  |  |  |  |  |
| Mistrovství světa | —  |   | — | —  | 2. |    | 1. | 3. | 1. |  |  |  |  |  |  |  |  |  |  |  |  |  |  |  |
| Asijské hry       |    |   |   | —  |    |    |    | 1. |    |  |  |  |  |  |  |  |  |  |  |  |  |  |  |  |
| Mistrovství Asie  | —  | — | — | —  | —  | —  | —  | 1. | —  |  |  |  |  |  |  |  |  |  |  |  |  |  |  |  |
| MS juniorů        | —  | — | — | 1. |    |    |    |    |    |  |  |  |  |  |  |  |  |  |  |  |  |  |  |  |
| MS dorostenců     | 2. |   |   |    |    |    |    |    |    |  |  |  |  |  |  |  |  |  |  |  |  |  |  |  |